# Bad Omens (Album)
Bad Omens (englisch Schlechtes Omen) ist das erste Studioalbum der US-amerikanischen Metalcore-Band Bad Omens. Das Album erschien am 19. August 2016 via Sumerian Records.

## Entstehung
Im Jahre 2015 veröffentlichte die Band eine unbetitelte Demo-EP, die der Sänger Noah Sebastian im Alleingang aufnahm und veröffentlichte. Eine Kopie dieses Demos weckte das Interesse bei Sumerian Records, die die Band im Dezember 2015 unter Vertrag nahm. Die Lieder der Demo-EP wurden für das Album neu aufgenommen. 
Aufgenommen wurde das Album in dem Tonstudio Graphic Nature Audio in Belleville im Bundesstaat New Jersey. Produziert wurde Bad Omens von Will Putney, der das Album außerdem auch mischte und das Mastering übernahm. Musikvideos wurden für die Lieder Glass Houses, Exit Wounds, The Worst in Me und The Fountain veröffentlicht.
Sänger Noah Sebastian schrieb sehr persönliche Texte. In einigen Texten arbeitete er eine Beziehung auf, die für ihn auf der psychologischen Ebene sehr intensiv war. Weitere Titel handeln von Leuten, die ihn hinter seinem Rücken betrogen haben. Das Lied The Fountain ist vom gleichnamigen Film beeinflusst. Darüber hinaus verarbeitet Sebastian einen Autounfall, den er im Alter von elf Jahren miterlebte, bei dem sein Vater starb. Bad Omens ist das einzige Album der Band mit dem Bassisten Vincent Riquier, der die Band im Jahre 2018 verließ.

## Titelliste
1. Glass Houses – 4:00
2. Exit Wounds – 3:26
3. The Worst in Me – 3:49
4. Feral – 4:05
5. Enough, Enough Now – 4:05
6. Malice – 3:00
7. Hedonist – 2:07
8. Broken Youth – 3:14
9. Crawl – 4:07
10. The Letdown – 4:06
11. Reprise (The Sound of the End) – 3:21
12. The Fountain – 3:59

## Rezeption

### Rezensionen
Natasha van Duser vom Onlinemagazin New Noise Magazine beschrieb Bad Omens als ein „großartiges Debütalbum, auf das die Band stolz sein sollte“. Wenn Bad Omens „ihre Songwritingqualität halten könnte, können sie nur gute Dinge in der Zukunft erwarten“. Van Duser vergab vier von fünf Punkten. Der namentlich nicht bekannte Rezensent des Onlinemagazins Metal Injection lobte die „Bandbreite der musikalischen Stile“, die „eine beeindruckende Ergänzung zum ersten Eindruck einer Band darstellt“. Das Album wäre „das fehlende Bindeglied“ zwischen dem Album There Is a Hell… und späteren Werken von Bring Me the Horizon und erhielt 8,5 von zehn Punkten.

### Charts und Chartplatzierungen
| ChartsChartplatzierungen            | Höchstplatzierung | Wochen |
| ----------------------------------- | ----------------- | ------ |
| Vereinigte Staaten (Billboard Rock) | 43 (1 Wo.)        | 1      |